# Celostátní československá soutěž v kopané 1955
V soubojích 24. ročníku 2. nejvyšší fotbalové soutěže – Celostátní československé soutěže v kopané 1955 – se utkalo 24 mužstev ve dvou skupinách po 12 účastnících každý s každým dvoukolovým systémem jaro–podzim. Tento ročník začal v neděli 13. března 1955 a skončil v neděli 20. listopadu 1955.

## Skupina A
| Poř. | Tým                                 | Z  | V  | R | P  | VG | OG | B  |
| ---- | ----------------------------------- | -- | -- | - | -- | -- | -- | -- |
| 1.   | DSO Spartak Hradec Králové ZVÚ      | 22 | 18 | 1 | 3  | 50 | 17 | 37 |
| 2.   | DSO Spartak Praha Stalingrad (S)    | 22 | 18 | 1 | 3  | 78 | 28 | 37 |
| 3.   | DSO Tatran Teplice                  | 22 | 14 | 3 | 5  | 62 | 26 | 31 |
| 4.   | DSO Spartak Čelákovice              | 22 | 8  | 7 | 7  | 42 | 50 | 23 |
| 5.   | DSO Spartak Plzeň (N)               | 22 | 8  | 4 | 10 | 33 | 41 | 20 |
| 6.   | DSO Jiskra Semtín                   | 22 | 8  | 4 | 10 | 37 | 49 | 20 |
| 7.   | DSO Dynamo Karlovy Vary             | 22 | 7  | 5 | 10 | 53 | 37 | 19 |
| 8.   | DSO Spartak Mladá Boleslav AZNP (N) | 22 | 5  | 3 | 10 | 25 | 38 | 19 |
| 9.   | DSO Slavoj České Budějovice         | 22 | 7  | 4 | 11 | 34 | 41 | 18 |
| 10.  | DSO Slavoj Liberec (N)              | 22 | 6  | 6 | 10 | 29 | 42 | 18 |
| 11.  | DSO Jiskra Třebíč (N)               | 22 | 5  | 5 | 12 | 30 | 53 | 15 |
| 12.  | Posádkový dům armády Plzeň          | 22 | 2  | 3 | 17 | 22 | 68 | 7  |

Poznámky:
- Z = Odehrané zápasy; V = Vítězství; R = Remízy; P = Prohry; VG = Vstřelené góly; OG = Obdržené góly; B = Body; (N) = Nováček (postoupivší z nižší soutěže); (S) = Sestoupivší z vyšší soutěže

|  | Postup do I. čs. fotbalové ligy 1956 |
|  | Sestup do Oblastní soutěže 1956      |

## Skupina B
| Poř. | Tým                              | Z  | V  | R | P  | VG | OG | B  |
| ---- | -------------------------------- | -- | -- | - | -- | -- | -- | -- |
| 1.   | DŠO Spartak VSS Košice           | 22 | 15 | 4 | 3  | 64 | 26 | 34 |
| 2.   | Křídla vlasti Olomouc (S)        | 22 | 13 | 5 | 4  | 70 | 31 | 31 |
| 3.   | Dom armády Trenčín (N)           | 22 | 14 | 2 | 6  | 68 | 34 | 30 |
| 4.   | DŠO Slavoj Nitra (N)             | 22 | 13 | 3 | 6  | 59 | 35 | 29 |
| 5.   | TJ Rudá hvězda Brno              | 22 | 12 | 3 | 7  | 52 | 27 | 27 |
| 6.   | DSO Baník Vítkovice              | 22 | 11 | 3 | 8  | 46 | 37 | 25 |
| 7.   | DŠO Slovan NV Bratislava „B“ (N) | 22 | 7  | 5 | 10 | 39 | 41 | 19 |
| 8.   | DSO Spartak Gottwaldov           | 22 | 7  | 2 | 13 | 36 | 56 | 16 |
| 9.   | DŠO Lokomotíva Zvolen (N)        | 22 | 6  | 4 | 12 | 26 | 47 | 16 |
| 10.  | DSO Sokol Lanžhot (N)            | 22 | 6  | 3 | 13 | 38 | 60 | 15 |
| 11.  | DŠO Iskra Ružomberok             | 22 | 6  | 3 | 13 | 30 | 78 | 15 |
| 12.  | DŠO Tatran Vranov nad Topľou     | 22 | 1  | 5 | 16 | 14 | 70 | 7  |

Poznámky:
- Z = Odehrané zápasy; V = Vítězství; R = Remízy; P = Prohry; VG = Vstřelené góly; OG = Obdržené góly; B = Body; (N) = Nováček (postoupivší z nižší soutěže); (S) = Sestoupivší z vyšší soutěže

|  | Postup do I. čs. fotbalové ligy 1956 |
|  | Sestup do Oblastní soutěže 1956      |